# Антигон I Монофталмос
Антигон I Монофталм ("Једнооки") (382. п. н. е. - 301. п. н. е. ) био је македонски племић, војсковођа и сатрап у служби Филипа II Македонског и Александра III Великог. Оснивач је династије Антигонида.
Значајна је личност у раздобљу рата дијадоха. Био је први међу Александровим наследницима који се прогласио краљем 306. п. н. е. Антигон је намеравао да поново уједини цело Александрово царство, али није успео у том покушају. Монофталм значи једнооки, будући да је Антигон приликом опсаде изгубио око.

## Савез против Пердике
Управљао је Фригијом од 333. п. н. е., а након Александрове смрти 323. п. н. е. регент царства Пердика поставља га да буде сатрап Фригије, Памфилије и Ликије. Одбија да помогне главном Пердикином савезнику Еумену да освоји остатке Еуменових провинција Кападокије и Пафлагоније.
Пердика га позива на суд због непослушности, па Антигон са сином Деметријем бежи у Грчку код Антипатера, регента Македоније. Антигон склапа савез са Антипатером, Кратером, Птолемејем и Лизимахом против Пердике. Пердика је убијен приликом инвазије на Египат 321. п. н. е.

## Антигон постаје најјачи дијадох Азије
После Пердикине смрти настаје нова подела царства. Антигон је одређен да буде командант у рату против Еумена у Малој Азији. Еумен је поражен, а и армија која је долазила да га спасе. Док је Антипатер као регент целог царства контролисао Европу, Антигон контролише Азију. Антигон постаје најјачи дијадох Азије.
Након Антипатерове смрти 319. п. н. е. настају сукоби изазвани Антипатеровом одлуком да прескочи свог сина Касандра и Полиперхона именује регентом. Између Полиперхона и Касандра избија сукоб у који се одмах мешају остали дијадоси. Антигон и Птолемеј улазе у савез са Касандром, а Еумен остаје веран Полиперхону. Еумен успева да оформи и коалицију неких источних сатрапија. Антигон се борио против Еумена у две велике битке код Паретакене 317. п. н. е. и код Габјене 316. п. н. е. На крају Антигон успева да ухвати Еумена и да га убије 316. п. н. е.

## Савез против Антигона
Поставши најмоћнији дијадох Азије Антигон узима благо из Сузе и улази у Вавилон, који се налазио у Селеуковој сатрапији. Селеук улази у савез са Птолемејем, Лизимахом и Касандром против Антигона. Антигон осваја велик део Сирије 314. п. н. е., и опседа Тир преко годину дана. То је било Птолемејево подручје. Антигонов син Деметрије Полиоркет је поражен од Птолемеја у бици код Газе 312. п. н. е., а убрзо му Селеук преотима Вавилон 311. п. н. е. и велика источна пространства. Склапа се мир који кратко траје.
Антигон склапа мир са Птолемејем, Лизимахом и Касандром, али наставља рат са Селеуком, покушавајући повратити изгубљене источне делове. Опседа Вавилон 309. п. н. е., али након пораза против Селеука присиљен је да се повуче.

## Проглашава се наследником Александра Македонског
Мир је трајао једно време. Птолемеј и Касандар обнављају непријатељства. Птолемеј се шири на Кипар, Егеј и делове Мале Азије. Деметрије побеђује Птолемеја у бици код Саламине на Кипру 306. п. н. е. После битке Антигон и Деметрије Полиоркет се проглашавају краљевима и наследницима Александровог царства. Припремио је огромну флоту и војску и покушава инвазију Египта 306. п. н. е.. Олуја и немогућност да прође кроз Птолемејев обрамбени систем спречавају га у инвазији Египта. Острво Родос је било одбило да учествије у инвазији Египта. Зато га Деметрије Полиоркет опседа од 305. п. н. е. до 304. п. н. е.. Опсада завршава мировним споразумом.

## Антигонов пораз
Антигон се налази у рату са Селеуком, Птолемејем, Лизимахом и Касандром, јер граничио је са сва четиру дијадоса. Касандра је толико притиснуо да је Касандар молио за мир, а Антигон је захтевао целу Македонију. Међутим савезнички напади спасавају Касандра, па се Антигон и Деметрије боре против Лизимаха. Селеук и Лизимах побеђују и убијају Антигона у бици код Ипса 301. п. н. е.
Пре те битке Антигон никад није изгубио битку. Антигон је намеравао ујединити поново цело Александрово царство. Победници нису имали такве намере, него прихватају деобу Александровог царства у неколико краљевстава. Антигоново краљевство деле Селеук и Лизимах. Деметрије Полиоркет преузима Македонију 294. п. н. е. и ту влада династија Антигонида све до 168. п. н. е.